# اگبانتو
اگبانتو (به لاتین: Agbanto) یک منطقهٔ مسکونی در بنین است که در استان آتلانتیک واقع شده‌است.

## خصوصیات
اگبانتو ۴٬۳۷۷ نفر جمعیت دارد.